# Трайков, Димитар
Димита́р Тра́йков (макед. Димитар Трајков; род. 8 августа 2004, Кавадарци) — северомакедонский футболист, нападающий житомирского «Полесья».

## Клубная карьера
Родился в городе Кавадарци. С 2019 по 2022 год защищал цвета юношеской команды «Академии Пандева». За первую команду клуба дебютировал 8 декабря 2021 года в проигранном (1:4) выездном поединке Первой лиги против «Македонии ДП». Димитар вышел на поле на 67-й минуте вместо Кристияна Велиновского. С середины января по конец июня 2022 года выступал в аренде за «Беласицу» (Струмица). О сыгранных матчах в национальном чемпионате данные отсутствуют, но выходил на поле по меньшей мере в 1-м поединке пплей-офф чемпионата. В конце июня 2022 года вернулся в расположение «Академии Пандева». Дебютным голом за указанный клуб отличился 31 августа 2022 года на 87-й минуте победного (3:0) домашнего поединка 5-го тура Первой лиги против «Скопье». Трайков вышел на поле на 66-й минуте вместо Илии Донова. В сезонах 2022/23 и 2023/24 стал основным игроком команды. За три сезона, проведённых в «Академии Пандева», сыграл 51 матч (8 голов) в Первой лиге, 1 поединок в Кубке Северной Македонии и 2 поединка в первом квалификационном раунде Лиги конференций УЕФА.
14 мая 2024 года подписал контракт с «Полесьем», где сначала будет выступать за резервную команду.

## Карьера в сборной
На международном уровне дебютировал за Северную Македонию 25 марта 2022 года за команду до 18 лет в ничейном (0:0) домашнем товарищеском поединке против Словакии. Димитар вышел на поле на 87-й минуте вместо Весара Гуджифи. За вышеуказанную команду провёл 4 поединка. Первым голом на международном уровне за Северную Македонию в команде до 19 лет, 20 ноября 2022 года, на 19-й минуте победного (3:2) выездного поединка квалификации юношеского (U-19) чемпионата Европы против Норвегии. Димитар вышел на поле в стартовом составе и отыграл весь матч. Всего за команду U-19 сыграл 7 матчей и отличился 2-мя голами.
В футболке молодёжной сборной Северной Македонии дебютировал 15 июня 2023 года в ничейном (1:1) домашнем товарищеском поединке против Армении. Трайков вышел на поле в стартовом скалде, а на 46-й минуте его заменил Бехар Вета.